# بوفورت (فیلم)
«بوفُر» (عبری: בופור‎) یک فیلم به کارگردانی جوزف سدار است که در سال ۲۰۰۷ منتشر شد. از بازیگران آن می‌توان به آلاون آبوتبول و جدعون لوی اشاره کرد.